# Reuters Instrument Code
Der Reuters Instrument Code (RIC) ist ein vom Anbieter von Finanzinformationen Reuters benutztes Identifikationssystem, das Ende der 1980er entwickelt wurde. Es vergibt Codes für Finanzinstrumente und Indizes. Seit Ausgliederung und Umbenennung der „Financial-&-Risk“-Sparte der Thomson-Reuters-Gruppe in Refinitiv wird die Abkürzung RIC auch vermehrt für Refinitiv Identification Code verwendet.

## Geschichte
Entwickelt wurde das Identifikationssystem vom damaligen Reuters-Manager Herbie Skeete, der ein logisches und strukturiertes System zur eindeutigen Benennung und Klassifizierung aufbauen wollte.
Im Zuge der Anpassung an die neuen gesetzlichen Anforderungen der EU-weit gültigen Richtlinie 2004/39/EG über Märkte für Finanzinstrumente (Finanzmarktrichtlinie) wurde 2007 eine große Zahl von Identifikationsnamen (etwa 4.000) umbenannt.